# Attington
Attington var en civil parish från 1858 till 1932 då den blev en del av Tetsworth, i grevskapet Oxfordshire, i England. Civil parish var belägen 19 km från Oxford och hade 28 invånare år 1931.